# Отрадное (Витебская область)
Отрадное (бел. Атраднае) — деревня в Браславском районе Витебской области Беларуси. Входит в состав Тетерковского сельсовета.

## География
Деревня находится в западной части Витебской области, к западу от озера Густаты (Густата), к востоку от автодороги Н-2165, на расстоянии приблизительно 18 километров (по прямой) к юго-востоку от города Браслав, административного центра района. Абсолютная высота — 151 метр над уровнем моря. Площадь населённого пункта — 0,0207 км².

## История
По состоянию на 1905 год, в деревне проживало 78 человек (35 мужчин и 43 женщины). В административном отношении входила в состав Иодской волости Дисненского уезда Виленской губернии.
В 1921 году входила в состав гмины Йоды Дисенского повета Виленского воеводства Второй Польской республики. Числилось 75 жителей (34 мужчины и 41 женщина), проживавших в 17 домах. В этническом составе населения того периода белорусы составляли 88 %, поляки — 12 %. В конфессиональном составе населения преобладали старообрядцы (45,3 %), также были представлены католики (28 %) и православные христиане (26,7 %).
До 16 сентября 1960 года деревня входила в состав Иодского сельсовета Шарковщинского района.

## Население
По данным переписи 2019 года, постоянное население в деревне отсутствовало.
| Год  | Население, человек |
| ---- | ------------------ |
| 1905 | 78                 |
| 1921 | ↘ 75               |
| 2009 | ↘ 1                |
| 2019 | ↘ 0                |